# Список эпизодов телесериала «Город хищниц»
Список эпизодов американского телесериала «Город хищниц» с Кортни Кокс в главной роли.

## Обзор сезонов
| Сезон | Сезон | Эпизоды | Оригинальная дата показа | Оригинальная дата показа | Телеканал |
| Сезон | Сезон | Эпизоды | Премьера сезона          | Финал сезона             | Телеканал |
| ----- | ----- | ------- | ------------------------ | ------------------------ | --------- |
|       | 1     | 24      | 23 сентября 2009         | 19 мая 2010              | ABC       |
|       | 2     | 22      | 22 сентября 2010         | 25 мая 2011              | ABC       |
|       | 3     | 15      | 14 февраля 2012          | 29 мая 2012              | ABC       |
|       | 4     | 15      | 8 января 2013            | 9 апреля 2013            | TBS       |
|       | 5     | 13      | 7 января 2014            | 1 апреля 2014            | TBS       |
|       | 6     | 13      | 6 января 2015            | 31 марта 2015            | TBS       |

## Эпизоды

### Сезон 1 (2009-10)
| № общий | № в сезоне | Название                                                        | Режиссёр         | Автор сценария                                                           | Дата премьеры    | Зрители в США (млн) |
| --- | ---------- | --------------------------------------------------------------- | ---------------- | ------------------------------------------------------------------------ | ---------------- | ------------------- |
| 1 | 1          | «Pilot» «Пилот»                                                 | Билл Лоуренс     | Кевин Бигель и Билл Лоуренс                                              | 23 сентября 2009 | 11.28               |
| Джулс, женщина сорока лет, которая развелась пять месяцев назад и подвергается давлению со стороны своих лучших друзей, чтобы оторваться на вечеринках и знакомится с парнями. Сын-подросток, был бы счастливее, если бы она спряталась в доме, но Джулс теперь хочет быть в центре внимания. Лори — младший помощник Джул по работе, который хочет показать ей, как надо гулять и веселиться. Элли, ехидная соседка Джулс, живёт в соседнем доме. Напротив живёт разведённый сосед Грейсон, который не верит, что Джулс может встречаться снова. |            |                                                                 |                  |                                                                          |                  |                     |
| 2 | 2          | «Into the Great Wide Open» «С очень широко открытыми»           | Крис Кох         | Билл Лоуренс                                                             | 30 сентября 2009 | 9.25                |
| Джулс пытается тусить, как в двадцать, но заканчивает тем, что выглядит как дура, когда даже её лучшая подруга Элли говорит ей не делать этого. |            |                                                                 |                  |                                                                          |                  |                     |
| 3 | 3          | «Don't Do Me Like That» «Не поступай со мной так»               | Гэйл Манкусо     | Кевин Бигель                                                             | 7 октября 2009   | 7.84                |
| У Джулс новый парень — Джош. Она устанавливает «правило 10-ти дней» перед тем как с ним переспать. Помогая Элли и Лори, Джулс понимает, что это нормально быть иногда эгоистичным. Тем временем, Бобби проводит время с сыном, как это должен делать отец. |            |                                                                 |                  |                                                                          |                  |                     |
| 4 | 4          | «I Won't Back Down» «Я не хочу отпускать»                       | Майкл Спиллер    | Кристина Питрош и Джессика Голдштейн                                     | 14 октября 2009  | 7.99                |
| 5 | 5          | «You Wreck Me» «Ты сломал меня»                                 | Джейми Баббит    | Линда Видетти Фигуиредо                                                  | 21 октября 2009  | 7.31                |
| Бобби терпит поражение в гольфе, он разбит. Между тем, после того, как Трэвис узнает о Джулс и отношения Джоша, Джош призывает Джулс попробовать их первый публичный поцелуй. Хотя он может пожалеть об этом после того, как Джулс объясняет свою технику поцелуев. |            |                                                                 |                  |                                                                          |                  |                     |
| 6 | 6          | «A Woman in Love (It's Not Me)» «Влюбленная женщина (не я)»     | Кен Уиттингем    | Райан Кох                                                                | 28 октября 2009  | 7.54                |
| Когда Джош говорит Джулс, что он в неё влюблён, она осознаёт, что не любит его и пришло время порвать с ним. К сожалению, Джулс не умеет этого делать, но к счастью, у неё есть опыт подруги Лори и Элли, чтобы научить её. Тем временем, Бобби, Грейсон и Энди проводят время вместе. |            |                                                                 |                  |                                                                          |                  |                     |
| 7 | 7          | «Don't Come Around Here No More» «Не приходи сюда больше»       | Санджай Шах      | Санджай Шах                                                              | 4 ноября 2009    | 6.86                |
| Джулс и Грейсон заключают пари, что Джулс не сможет прожить и дня в одиночестве. |            |                                                                 |                  |                                                                          |                  |                     |
| 8 | 8          | «Two Gunslingers» «Два стрелка»                                 | Фил Трэилл       | Мэри Фитцпатрик                                                          | 18 ноября 2009   | 7.91                |
| Джулс предлагает Лори и Элли дикие выходные за городом. Тем временем, Грэйсон приглядывает за Трэвисом. |            |                                                                 |                  |                                                                          |                  |                     |
| 9 | 9          | «Here Comes My Girl» «Вот идёт моя девчонка»                    | Ли Шаллат-Чемел  | Сэм Лэйборн                                                              | 25 ноября 2009   | 5.54                |
| Джулс планирует романтический ужин на двоих на День Благодарения. Тревис представляет свою подругу Кайли. Но ничего хорошего из этого выйти не может. Бобби и Грейсон находят общий интерес. |            |                                                                 |                  |                                                                          |                  |                     |
| 10 | 10         | «Mystery Man» «Человек-загадка»                                 | Джон Путч        | Телесценарий: Кристина Питрош и Джессика Голдштейн История: Кевин Бигель | 9 декабря 2009   | 7.00                |
| Состоятельный человек, Джефф (Скотт Фоли) имеет корыстные мотивы в поисках дорогого дома. Элли испытывает доверие Энди, оставив своего ребёнка с ним на один день. |            |                                                                 |                  |                                                                          |                  |                     |
| 11 | 11         | «Rhino Skin» «Кожа носорога»                                    | Миллисент Шелтон | Кейт Пурди                                                               | 6 января 2010    | 7.88                |
| Джулс и Элли посещают самого беспощадного и сурового дерматолога в городе, Доктор Эми Эванс (Лиза Кудроу), выдерживая суровые насмешки. Но когда Джулс узнает, что Доктор Эванс встречается с Бобби, она намерена противостоять ей и защитить его. Тем временем, Тревис получает советы от Энди при общении с женщинами. |            |                                                                 |                  |                                                                          |                  |                     |
| 12 | 12         | «Scare Easy» «Легко напуганный»                                 | Крис Кох         | Кевин Бигель                                                             | 13 января 2010   | 7.26                |
| Джулс ругается со своим парнем, Джеффом. Тем временем, Лори устраивает секс-диверсию с ничего не подозревающим другом, а Энди разболтает свой большой секрет. |            |                                                                 |                  |                                                                          |                  |                     |
| 13 | 13         | «Stop Dragging My Heart Around» «Перестань истязать моё сердце» | Майкл Макдональд | Мара Брок Акил                                                           | 20 января 2010   | 7.53                |
| После расставания с Джеффом, Джулс обращается к Бобби за утешением. Между тем, Лори узнает, связующая нить между Джулс и Грейсоном. Планы Тревиса на ночь с подругой Кайли не идут точно как запланировано. |            |                                                                 |                  |                                                                          |                  |                     |
| 14 | 14         | «All the Wrong Reasons» «Все причины не верны»                  | Майкл Спиллер    | Питер Саджи                                                              | 3 февраля 2010   | 6.26                |
| Горячий инструктор по теннису становится поводом для ссоры между Элли и Джулс. Лори обращается к Тревису, чтобы он был её совестью. Энди и Грейсон пытаются успокоить Бобби, который упивается (в прямом смысле) горем за свою бывшую жену. |            |                                                                 |                  |                                                                          |                  |                     |
| 15 | 15         | «When a Kid Goes Bad» «Когда дети портятся»                     | Майкл Макдональд | Линда Видетти Фигуиредо                                                  | 10 февраля 2010  | 6.40                |
| Когда все строят планы на День Святого Валентина, Джулс берёт Грейсона в компанию, только чтобы узнать, что он ненавидит этот праздник. Лори встречается с отцом Смита. |            |                                                                 |                  |                                                                          |                  |                     |
| 16 | 16         | «What Are You Doin' in My Life?» «Что ты делаешь в моей жизни?» | Гэйл Манкусо     | Кристина Питрош и Джессика Голдштейн                                     | 3 марта 2010     | 5.35                |
| Лори требуется поручитель, чтобы купить квартиру и просит об этом свою безучастную мать Шейлу (Беверли Д’Анджело), которая отказывает. Между тем, Бобби ограбила женщина, а Тревис приходит на помощь Барб после очередной процедуры косметической хирургии. |            |                                                                 |                  |                                                                          |                  |                     |
| 17 | 17         | «Counting on You» «Рассчитывая на тебя»                         | Гэйл Манкусо     | Мелоди Дерлошон                                                          | 10 марта 2010    | 6.10                |
| Джулс намерена доказать Грейсону, что женщины и мужчины могут дружить без сексуального подтекста. Тем временем, Энди покупает мотоцикл к ужасу Элли. Трэвис присоединяется к Бобби в «мужском походе» чтобы порыбачить, точнее: попробовать нудлинг, и ужасается, когда узнает, что это такое. |            |                                                                 |                  |                                                                          |                  |                     |
| 18 | 18         | «Turn This Car Around» «Включите эту машину»                    | Джон Путч        | Кейт Пурди                                                               | 24 марта 2010    | 6.28                |
| Сара (Шерил Кроу) — поставщик вина в бар Грэйсона, затем они начинают встречаться. Между тем, когда Элли говорит Джулс, что она не может измениться после определенного возраста, Джулс намерена доказать, что она неправа, отказавшись от вина на месяц, и новая собака Бобби создаёт некоторые проблемы для Энди. |            |                                                                 |                  |                                                                          |                  |                     |
| 19 | 19         | «Everything Man» «Все человек»                                  | Майкл Макдональд | Сэм Лэйборн                                                              | 31 марта 2010    | 6.01                |
| Джулс и Сара подружились, но когда Грейсон слишком внимателен к своей новой девушке, Джулс предупреждает его, чтобы он не давил, прежде чем Сара отстранится. Между тем, Джулс сделала идеальную ванную, плюс «говорящий туалет» — главная достопримечательность в доме. Грейсон находит вдохновение для новой песни с небольшой помощью от Сары. Примечание: В отличие от других эпизодов, которые названы в честь песен Тома Петти, этот эпизод называют в честь песни Грейсона и его подруги Сары.                                             |            |                                                                 |                  |                                                                          |                  |                     |
| 20 | 20         | «Wake Up Time» «Время просыпаться»                              | Джон Путч        | Майкл Макдональд                                                         | 14 апреля 2010   | 5.80                |
| Джулс рад шансу заботиться о Трэвисе после того, как его первый большой разрыв с Кайли, но когда она узнает всю правду о разрыве, она приходит в бешенство. Тем временем, Сара считает, что Джулс ставит под угрозу её отношения с Грейсоном и обращается к Элли за советом. Энди ищет сходство между собой и сыном Стэном. |            |                                                                 |                  |                                                                          |                  |                     |
| 21 | 21         | «Letting You Go» «Позволяя тебе уйти»                           | Майкл Макдональд | Мара Брок Акил                                                           | 28 апреля 2010   | 6.49                |
| Джулс испытывает смешанные чувства, когда Трэвис выбирает себе колледж: теперь он должен решить между колледжем в Калифорнии и колледжем в 20 минутах от дома. Грейсон утешает её. Тем временем, Лори влюбляется в Смита, когда он возвращается из юридической школы. Энди жаждет свободы делать все, что хочет вокруг дома, свободный от правил Элли. |            |                                                                 |                  |                                                                          |                  |                     |
| 22 | 22         | «Feel a Whole Lot Better» «Чувствовать себя намного лучше»      | Джон Путч        | Санджай Шай                                                              | 5 мая 2010       | 5.93                |
| Джулс и Грейсон становятся «друзьями с привилегиями». Тем временем Энди нанимает няню для Элли. Тревис хочет помочь Бобби, чтобы получить дополнительные деньги. |            |                                                                 |                  |                                                                          |                  |                     |
| 23 | 23         | «Breakdown» «Сломленный»                                        | Билл Лоуренс     | Билл Лоуренс и Кевин Бигель                                              | 12 мая 2010      | 6.23                |
| Джулс помогает Трэвису в выпускной речи. Между тем, Элли нехарактерно для себя делает что-то хорошее для Лори и Бобби пытается сдерживать от неприятности Тревиса в его большой день. |            |                                                                 |                  |                                                                          |                  |                     |
| 24 | 24         | «Finding Out» «Обнаружение»                                     | Майкл Макдональд | Райан Кох                                                                | 19 мая 2010      | 6.14                |
| Джулс и Грейсон находят хитроумный план, чтобы рассказать Бобби, что они встречаются, и Трэвис видит гнев по-настоящему злой женщины в первый раз, когда он забывает о своих семимесячном годовщине с Кайли. |            |                                                                 |                  |                                                                          |                  |                     |

### Сезон 2 (2010-11)
| 25 | 2x01 | Все смешалось                        | All Mixed Up                   |  |  |  |
| Эллис придумывает новый конкурс, в котором выигрывают все, кроме Джулс, что заставляет её раз за разом просить Грейсона дать ей ещё один шанс на победу. Тем временем Лори вызывает Трэвиса на поединок по бодрствованию, а Элли, пытаясь убедить Кобб, что увлечение той новым психологом лишь самообман, вынуждает последнюю начать настоящее преследование женщины, которая оказывается далека от того идеала, которым её поначалу представляла Джулс.                                                                                          |      |                                      |                                |  |  |  |
| 26 | 2x02 | Отпустить себя                       | Let Yourself Go                |  |  |  |
| День прощания с Трэвисом неумолимо приближается, что вызывает у его родителей вполне ожидаемую реакцию, но если Бобби начинает учиться пользоваться компьютером, чтобы иметь возможность связываться с сыном с помощью интернета, то обострившийся материнский инстинкт Джулс приводит к неприятным последствиям. Между тем Элли пользуется недопониманием Тома в своих целях, а Энди пытается заставить супругу поделиться с друзьями новостями об успехах их ребёнка.                                                                            |      |                                      |                                |  |  |  |
| 27 | 2x03 | Немного пошумим                      | Makin' Some Noise              |  |  |  |
| Оставшись одна в пустом доме, Кобб перестает чувствовать себя в безопасности, а её нерастраченная энергия перенаправляется на Грейсона, которому женщина подбирает модный образ, заставляя носить неудобную одежду и нелепые очки. Лори же объявляет новое противостояние зловредной Элли, в то время как последняя начинает испытывать трудности в общении с новой няней Стэна. Между тем, пытаясь понять, как улучшить свой имидж в новом месте, Трэвис, не подумав, спрашивает ответа у отца, который воспринимает это как приглашение в гости. |      |                                      |                                |  |  |  |
| 28 | 2x04 | Нет тебе прощения                    | The Damage You’ve Done         |  |  |  |
| Встреча с бывшим ухажером Кобб заставляет Эллиса переосмыслить свои с ней отношения и рассказать Джулс о связи с Келлер, несмотря на тревоги последней о возможной негативной реакции подруги. Тем временем Трэвис пересматривает взгляды по поводу лёгкого поведения Кайли, а Лори открывает для себя, что её чувства к Смиту стали невероятно сильны, но вот только испытывает ли мужчина ответные чувства к своей девушке? |      |                                      |                                |  |  |  |
| 29 | 2x05 | Поддержи меня                        | Keeping Me Alive               |  |  |  |
| Переживающий, что до сих пор финансово зависим от бывшей супруги, Бобби сообщает Джулс, что с этого момента перестает брать у неё деньги, однако, когда Кобб узнает, как именно он решил эту проблему, то предлагает мужчине поработать на неё. Элли начинает беспокоить, что кроме Трэвиса никто из её окружения не обладает достаточным интеллектуальным уровнем для нормального общения, а Лори, в попытках вернуть отношения со Смитом на прежний уровень, продолжает общаться с ним как друг, но это стратегия оказывается ошибочной.         |      |                                      |                                |  |  |  |
| 30 | 2x06 | Ты не знаешь, каково это             | You Don’t Know How It Feels    |  |  |  |
| Готовясь к приближающемуся Хэллоуину, на который выпадает ежегодный приезд её отца, Джулс рассчитывает, что Эллис станет для того мальчиком для битья, однако Грейсону удаётся найти с Чиком общий язык, чего уже долгое время не удавалось самой Кобб. Тем временем Бобби пытается вернуть себе статус крёстного отца Стэна, а Лори и Элли, в вечном противостоянии, находят идеальные праздничные костюмы, служащие оружием в их новой битве. |      |                                      |                                |  |  |  |
| 31 | 2x07 | Опять обманули — мне это не нравится | Fooled Again: I Don’t Like It  |  |  |  |
| В преддверии именин Кобб друзья по очереди предлагают ей варианты развлечений в праздничный день, а также принимают очередной вызов по вручению самого оригинального подарка виновнице торжества. Зная, что единственным по-настоящему сильным соперником в этом поединке является Элли, Келлер с Эллисом объединяются для того, чтобы переплюнуть Торрес, что оказывается ох как не легко. Между тем попытка Трэвиса помочь отцу с его насморком выходит последнему боком.                                                                        |      |                                      |                                |  |  |  |
| 32 | 2x08 | Девочкин блюз                        | Little Girl Blues              |  |  |  |
| Новой темой для обсуждения в группе становится новая девушка Трэвиса Кирстен, которую тот решил наконец-то познакомить с матерью. Джулс начинает переживать, что она разрушит их тёплые отношения с сыном, а так как Кирстен с Трэвисом остановились в доме Кобб, собрания друзей переносятся в дом Эллиса, который вовсе не рад такому повороту событий. Тем временем Трэвис всерьёз обеспокоен своей сексуальной жизнью, однако советы знакомых мужчин делают лишь хуже.                                                                         |      |                                      |                                |  |  |  |
| 33 | 2x09 | Всему свое время                     | When the Time Comes            |  |  |  |
| Столкновение Грейсона с его бывшей супругой толкает Джулс на признание в любви, однако, когда мужчина не отвечает взаимностью, Кобб делает всё, чтобы склонить его к произнесению заветных слов. В это же время Келлер объединяется с Элли, чтобы лишить Энди раздражающего её оптимизма, а Бобби осознает, что все эти годы окружающие не понимали и большей части из того, что он произносил. |      |                                      |                                |  |  |  |
| 34 | 2x10 | Тот самый Бобби                      | The Same Old You               |  |  |  |
| Чтобы заставить Бобби поверить в себя и решиться поучаствовать в первенстве по гольфу, Кобб решает привести в порядок его жилище и найти этой лодке более достойное место стоянки. Тем временем Элли и Грейсон пытаются узнать грязные секреты и постыдные тайны друг о друге, чтобы иметь необходимые рычаги влияния на соперника. Лори же, узнав о том, что смех совершенно её не красит, решает повысить свою самооценку, вступив в студенческое братство.                                                                                      |      |                                      |                                |  |  |  |
| 35 | 2x11 | Нет причин для слез                  | No Reason to Cry               |  |  |  |
| Разозлившись на супруга, за то, что он решил использовать их внутрисемейные шутки для розыгрыша соседей, Элли объявляет Энди своеобразный бойкот. В это же время попытка Кирстен понять степень вовлечённости Бобби в происходящее в мире приводит к депрессии у последнего, а Джулс начинает ощущать себя жнецом смерти после того, как по её вине начинают погибать животные и птицы. |      |                                      |                                |  |  |  |
| 36 | 2x12 | Без ума от тебя                      | A Thing About You              |  |  |  |
| После разговора со своей девушкой, Тревис спрашивает Эллиса совета о проявлении романтических чувств, что заставляет Бобби чувствовать себя преданным. Тем временем в городе открывается новый винный бар, и Элли, вопреки обещанию, начинает тайком посещать его, тем более, что его владелец кажется Торрес идеальным собеседником. Лори, между тем, воспользовавшись благодушным расположением Джулс, напрашивается временно пожить в её доме, чем испытывает терпение Кобб на прочность.                                                       |      |                                      |                                |  |  |  |
| 37 | 2x13 | Детские игры                         | Lost Children                  |  |  |  |
| Когда по вине Кобб срывается вечер кино, женщина, чтобы занять друзей, предлагает им сыграть в необычную игру, что приходится как никогда кстати для Элли, которая, задетая эгоистичным отношением подруги, решает использовать новое развлечение для мести. Между тем Лори становится известно, что Бобби завёл новую подружку, а Грейсон пытается понять причину внезапного ухудшения отношений с Энди. |      |                                      |                                |  |  |  |
| 38 | 2x14 | Поплачься мне                        | Cry to Me                      |  |  |  |
| Джулс пытается воспользоваться Днём Всех Влюбленных чтобы вынудить Эллиса излить ей свои чувства по поводу смерти отца, однако настойчивость женщины поначалу не находит у Грейсона отклика. В это же время Энди переживает о том, что Элли не желает отмечать праздник любви, а Трэвис оказывается весьма озадачен просьбой Кирстен о необычном подарке. Послушав совета Лори дать своим женщинам то, чего они хотят, мужчины пытаются переступить через себя, однако не всем это удаётся.                                                        |      |                                      |                                |  |  |  |
| 39 | 2x15 | Стены                                | Walls                          |  |  |  |
| Кирстен получает должность в компании, расположенной в другом штате, что вынуждает Трэвиса искать способ удержать её, не выглядя при этом, разрушившим её карьеру подлецом, а Джулс — спасти сына от опрометчивого поступка. Тем временем Энди раскрывает Грейсону секрет управления женским любопытством, а Бобби при поддержке Келлер пытается начать новый бизнес, взяв за основу свою любимую игру — бросание монеток в банку. |      |                                      |                                |  |  |  |
| 40 | 2x16 | Какими бывают младенцы               | Baby’s a Rock 'N' Roller       |  |  |  |
| Джулс определяет, что хорошее настроение Элли длится лишь 7 минут в сутки, однако она готова поспорить, что даже сейчас она вполне способна потягаться с Торрес в умении обращаться с детьми. Поймав подругу на слове, Элли вручает ей Стэна, но даже с помощью Грейсона Джулс не удаётся совладать с ребёнком. Между тем Келлер решает заняться своей личной жизнью, для чего заручается помощью Энди, а Бобби пытается решить проблему раннего вставания ради своего спортивного будущего.                                                       |      |                                      |                                |  |  |  |
| 41 | 2x17 | У тебя все получится                 | You’re Gonna Get It!           |  |  |  |
| Оконфузившись во время речи перед учениками начальных классов, Джулс молится о том, чтобы кто-нибудь затмил её позор, в то время как для Бобби наступает решающий день соревнований, от результата которых зависит его будущее. Между тем Келлер неожиданно показывает высокие результаты в новой игре, купленной Грейсоном для повышения продаж в баре, что заставляет Элли приложить все усилия для доказательства своего превосходства над пустоголовой блондинкой.                                                                             |      |                                      |                                |  |  |  |
| 42 | 2x18 | Одинокий закат                       | Lonesome Sundown               |  |  |  |
| День переезда Кирстен неутомимо приближается, и пока Джулс и остальные пытаются придумать, как поддержать Трэвиса, юноша разрабатывает собственный план по удержанию девушки подле себя. Между тем возмущённая эгоизмом подруги, Лори находит способ пресечь все выходки внутри их группы, создав карательный совет, выносящий свои вердикты нарушителям, что выливается в своеобразное пари между Джулс и Бобби. |      |                                      |                                |  |  |  |
| 43 | 2x19 | Жертва любви                         | Damaged by Love                |  |  |  |
| На подмогу захандрившему Трэвису приезжает отец Джулс Чик, у которого припасён отличный способ поднять внуку настроение, правда, не одобренный самой Кобб. Тем временем под влиянием подруги Элли соглашается терпеть в доме многочисленных родственников Энди, включая его брата, жена которого начинает беззастенчиво приставать к Торресу. Грейсон же пытается освоить хоккей на роликах, в процессе которого заводит неожиданное знакомство.                                                                                                   |      |                                      |                                |  |  |  |
| 44 | 2x20 | Свободное падение                    | Free Fallin'                   |  |  |  |
| Узнав, что Трэвис бросил колледж, Кобб выдвигает сыну ультиматум — либо он возвращается к учёбе, либо съезжает и устраивается на работу. Эллиса между тем начинают преследовать странные дети, пугающее воздействие которых вскоре начинают ощущать на себе и Элли с Томом, а Лори, Бобби и Энди неожиданно находят покупателя, готового заплатить круглую сумму за придуманную Бобби игру. |      |                                      |                                |  |  |  |
| 45 | 2x21 | Хорошее предчувствие. Часть 1        | Something Good Coming. Part 1  |  |  |  |
| Друзья задумываются о совместном отдыхе, только вот у каждого из них свои представления об идеальном времяпрепровождении. Однако внезапный импульсивный поступок Трэвиса не оставляет им выбора, и они отправляются вслед за юношей на Гавайи, где Кобб надеется уберечь сына от последствий его решения, параллельно сталкиваясь с необходимостью объясниться с Грейсоном, который продолжает недвусмысленно намекать женщине на свое желание иметь детей.                                                                                        |      |                                      |                                |  |  |  |
| 46 | 2x22 | Хорошее предчувствие. Часть 2        | Something Good Coming. Part 2' |  |  |  |
| Грейсон просит Джулс отложить решение насчёт детей на какое-то время ради спокойного времяпрепровождения в этом райском месте, однако забывчивость Кобб мешает парочке в полной мере насладиться обществом друг друга. Между тем Келлер старается самостоятельно повлиять на решение Трэвиса, используя для этого радикальный метод, а Бобби берет на себя роль запасного супруга для пары Торрес. |      |                                      |                                |  |  |  |
| |      |                                      |                                |  |  |  |